# Statistiche delle squadre di Formula 1
Questa pagina riporta statistiche delle scuderie di Formula 1. In grassetto le scuderie in attività.
Statistiche aggiornate al Gran Premio d'Ungheria 2025.

## Titoli mondiali

### Mondiale piloti
| Pos. | Scuderia   | Titoli | Stagioni                                                                                 |
| ---- | ---------- | ------ | ---------------------------------------------------------------------------------------- |
| 1    | Ferrari    | 15     | 1952, 1953, 1956, 1958, 1961, 1964, 1975, 1977, 1979, 2000, 2001, 2002, 2003, 2004, 2007 |
| 2    | McLaren    | 12     | 1974, 1976, 1984, 1985, 1986, 1988, 1989, 1990, 1991, 1998, 1999, 2008                   |
| 3    | Mercedes   | 9      | 1954, 1955, 2014, 2015, 2016, 2017, 2018, 2019, 2020                                     |
| 4    | / Red Bull | 8      | 2010, 2011, 2012, 2013, 2021, 2022, 2023, 2024                                           |
| 5    | Williams   | 7      | 1980, 1982, 1987, 1992, 1993, 1996, 1997                                                 |
| 6    | Team Lotus | 6      | 1963, 1965, 1968, 1970, 1972, 1978                                                       |
| 7    | Brabham    | 4      | 1966, 1967, 1981, 1983                                                                   |
| 8    | Alfa Romeo | 2      | 1950, 1951                                                                               |
| =    | Maserati   | 2      | 1954, 1957                                                                               |
| =    | Cooper     | 2      | 1959, 1960                                                                               |
| =    | Tyrrell    | 2      | 1971, 1973                                                                               |
| =    | / Benetton | 2      | 1994, 1995                                                                               |
| =    | / Renault  | 2      | 2005, 2006                                                                               |
| 14   | BRM        | 1      | 1962                                                                                     |
| =    | Matra      | 1      | 1969                                                                                     |
| =    | Brawn      | 1      | 2009                                                                                     |

### Mondiali piloti consecutivi
| Pos. | Scuderia   | Titoli consecutivi | Stagioni                                 |
| ---- | ---------- | ------------------ | ---------------------------------------- |
| 1    | Mercedes   | 7                  | 2014, 2015, 2016, 2017, 2018, 2019, 2020 |
| 2    | Ferrari    | 5                  | 2000, 2001, 2002, 2003, 2004             |
| 3    | McLaren    | 4                  | 1988, 1989, 1990, 1991                   |
| =    | / Red Bull | 4                  | 2010, 2011, 2012, 2013                   |
| =    | / Red Bull | 4                  | 2021, 2022, 2023, 2024                   |
| 6    | McLaren    | 3                  | 1984, 1985, 1986                         |

### Mondiale costruttori
(N.B.: il campionato costruttori viene assegnato dal 1958)
| Pos. | Scuderia   | Titoli | Stagioni                                                                                       |
| ---- | ---------- | ------ | ---------------------------------------------------------------------------------------------- |
| 1    | Ferrari    | 16     | 1961, 1964, 1975, 1976, 1977, 1979, 1982, 1983, 1999, 2000, 2001, 2002, 2003, 2004, 2007, 2008 |
| 2    | Williams   | 9      | 1980, 1981, 1986, 1987, 1992, 1993, 1994, 1996, 1997                                           |
| =    | McLaren    | 9      | 1974, 1984, 1985, 1988, 1989, 1990, 1991, 1998, 2024                                           |
| 4    | Mercedes   | 8      | 2014, 2015, 2016, 2017, 2018, 2019, 2020, 2021                                                 |
| 5    | Team Lotus | 7      | 1963, 1965, 1968, 1970, 1972, 1973, 1978                                                       |
| 6    | / Red Bull | 6      | 2010, 2011, 2012, 2013, 2022, 2023                                                             |
| 7    | Cooper     | 2      | 1959, 1960                                                                                     |
| =    | Brabham    | 2      | 1966, 1967                                                                                     |
| =    | / Renault  | 2      | 2005, 2006                                                                                     |
| 10   | Vanwall    | 1      | 1958                                                                                           |
| =    | BRM        | 1      | 1962                                                                                           |
| =    | Matra      | 1      | 1969                                                                                           |
| =    | Tyrrell    | 1      | 1971                                                                                           |
| =    | / Benetton | 1      | 1995                                                                                           |
| =    | Brawn      | 1      | 2009                                                                                           |

### Mondiali costruttori consecutivi
| Pos. | Scuderia   | Titoli consecutivi | Stagioni                                       |
| ---- | ---------- | ------------------ | ---------------------------------------------- |
| 1    | Mercedes   | 8                  | 2014, 2015, 2016, 2017, 2018, 2019, 2020, 2021 |
| 2    | Ferrari    | 6                  | 1999, 2000, 2001, 2002, 2003, 2004             |
| 3    | McLaren    | 4                  | 1988, 1989, 1990, 1991                         |
| =    | / Red Bull | 4                  | 2010, 2011, 2012, 2013                         |
| 5    | Ferrari    | 3                  | 1975, 1976, 1977                               |
| =    | Williams   | 3                  | 1992, 1993, 1994                               |

## Gran Premi

### Gran Premi disputati
| Pos. | Scuderia      | Gare  |
| ---- | ------------- | ----- |
| 1    | Ferrari       | 1 112 |
| 2    | McLaren       | 984   |
| 3    | Williams      | 848   |
| 4    | Sauber        | 534   |
| 5    | / Renault     | 504   |
| 6    | Team Lotus    | 491   |
| 7    | Tyrrell       | 430   |
| 8    | / Red Bull    | 407   |
| 9    | Brabham       | 394   |
| 10   | Racing Bulls  | 389   |
| 11   | Minardi       | 340   |
| 12   | Mercedes      | 331   |
| 13   | Ligier        | 326   |
| 14   | Arrows        | 291   |
| 15   | / Benetton    | 260   |
| 16   | Jordan        | 250   |
| 17   | / Force India | 212   |
| 18   | Haas          | 204   |
| 19   | BRM           | 197   |
| =    | March         | 197   |
| 21   | Lola          | 149   |
| 22   | Aston Martin  | 142   |
| 23   | Toyota        | 139   |
| 24   | Osella        | 132   |
| 25   | Cooper        | 128   |
| 26   | Surtees       | 118   |
| 27   | BAR           | 117   |
| 28   | Alfa Romeo    | 110   |
| 29   | / Shadow      | 104   |
| 30   | Fittipaldi    | 103   |
| 31   | Ensign        | 99    |
| 32   | Caterham      | 94    |

| Pos. | Scuderia       | Gare |
| ---- | -------------- | ---- |
| 33   | Footwork       | 91   |
| 34   | ATS            | 89   |
| 35   | Honda          | 88   |
| 36   | Jaguar         | 85   |
| 37   | Prost          | 83   |
| 38   | Dallara        | 78   |
| 39   | Lotus F1 Team  | 77   |
| 40   | / Marussia     | 73   |
| 41   | Maserati       | 70   |
| =    | BMW Sauber     | 70   |
| 43   | Matra          | 60   |
| 44   | Toleman        | 57   |
| 45   | HRT            | 56   |
| 46   | Zakspeed       | 53   |
| 47   | Hesketh        | 52   |
| 48   | Stewart        | 49   |
| 49   | Wolf           | 47   |
| =    | AGS            | 47   |
| 51   | Penske         | 40   |
| 52   | Super Aguri    | 39   |
| 53   | / Virgin       | 38   |
| 54   | Gordini        | 33   |
| =    | Theodore       | 33   |
| 56   | Larrousse      | 32   |
| 57   | Porsche        | 31   |
| 58   | Iso-Marlboro   | 30   |
| =    | Leyton House   | 30   |
| 60   | Vanwall        | 28   |
| =    | RAM            | 28   |
| 62   | Eagle          | 25   |
| =    | Frank Williams | 25   |

### Stagioni disputate
| Pos. | Scuderia     | Stagioni |
| ---- | ------------ | -------- |
| 1    | Ferrari      | 76       |
| 2    | McLaren      | 60       |
| 3    | Williams     | 49       |
| 4    | Team Lotus   | 37       |
| 5    | Brabham      | 30       |
| 6    | Tyrrell      | 29       |
| =    | / Renault    | 29       |
| =    | Sauber       | 29       |
| 9    | BRM          | 23       |
| 10   | Ligier       | 21       |
| =    | Minardi      | 21       |
| =    | / Red Bull   | 21       |
| 13   | Racing Bulls | 20       |
| 14   | Cooper       | 19       |
| =    | Arrows       | 19       |
| 16   | Mercedes     | 18       |
| 17   | / Benetton   | 16       |
| 18   | Jordan       | 15       |
| 19   | March        | 14       |
| =    | Lola         | 14       |

## Vittorie

### Totali
| Pos. | Scuderia   | Vittorie |
| ---- | ---------- | -------- |
| 1    | Ferrari    | 248      |
| 2    | McLaren    | 200      |
| 3    | Mercedes   | 130      |
| 4    | / Red Bull | 124      |
| 5    | Williams   | 114      |
| 6    | Team Lotus | 79       |
| 7    | / Renault  | 36       |
| 8    | Brabham    | 35       |
| 9    | / Benetton | 27       |
| 10   | Tyrrell    | 23       |
| 11   | BRM        | 17       |
| 12   | Cooper     | 16       |
| 13   | Alfa Romeo | 10       |
| 14   | Vanwall    | 9        |
| =    | Maserati   | 9        |
| =    | Matra      | 9        |
| =    | Ligier     | 9        |
| 18   | Brawn      | 8        |

| Pos. | Scuderia      | Vittorie |
| ---- | ------------- | -------- |
| 19   | Kurtis Kraft  | 5        |
| 20   | Jordan        | 4        |
| 21   | Wolf          | 3        |
| =    | Honda         | 3        |
| =    | March         | 3        |
| =    | Watson        | 3        |
| 25   | Lotus F1 Team | 2        |
| =    | Epperly       | 2        |
| =    | Racing Bulls  | 2        |
| 28   | Porsche       | 1        |
| =    | Penske        | 1        |
| =    | Stewart       | 1        |
| =    | Eagle         | 1        |
| =    | Kuzma         | 1        |
| =    | Hesketh       | 1        |
| =    | / Shadow      | 1        |
| =    | BMW Sauber    | 1        |
| =    | Aston Martin  | 1        |

### Vittorie per modello di vettura
| Pos. | Scuderia   | Modello | Vittorie |
| ---- | ---------- | ------- | -------- |
| 1    | / Red Bull | RB19    | 21       |
| 2    | Mercedes   | W07     | 19       |
| 3    | / Red Bull | RB18    | 17       |
| 4    | McLaren    | M23     | 16       |
| =    | Mercedes   | W05     | 16       |
| =    | Mercedes   | W06     | 16       |
| 7    | McLaren    | MP4/4   | 15       |
| =    | Ferrari    | F2002   | 15       |
| =    | Ferrari    | F2004   | 15       |
| =    | Mercedes   | W10     | 15       |

### Vittorie consecutive
| Pos. | Scuderia   | Vittorie | Sequenza                            |
| ---- | ---------- | -------- | ----------------------------------- |
| 1    | / Red Bull | 15       | Abu Dhabi 2022-Italia 2023          |
| 2    | McLaren    | 11       | Brasile 1988-Belgio 1988            |
| 3    | Ferrari    | 10       | Canada 2002-Giappone 2002           |
| =    | Mercedes   | 10       | Giappone 2015-Russia 2016           |
| =    | Mercedes   | 10       | Monaco 2016-Singapore 2016          |
| =    | Mercedes   | 10       | Brasile 2018-Francia 2019           |
| 7    | / Red Bull | 9        | Belgio 2013-Brasile 2013            |
| =    | / Red Bull | 9        | Francia 2022-Città del Messico 2022 |
| =    | / Red Bull | 9        | Giappone 2023-Arabia Saudita 2024   |

### Vittorie in una stagione
| Pos. | Scuderia   | Vittorie | Gran Premi | Stagione |
| ---- | ---------- | -------- | ---------- | -------- |
| 1    | / Red Bull | 21       | 22         | 2023     |
| 2    | Mercedes   | 19       | 21         | 2016     |
| 3    | / Red Bull | 17       | 22         | 2022     |
| 4    | Mercedes   | 16       | 19         | 2014     |
| =    | Mercedes   | 16       | 19         | 2015     |
| 6    | McLaren    | 15       | 16         | 1988     |
| =    | Ferrari    | 15       | 17         | 2002     |
| =    | Ferrari    | 15       | 18         | 2004     |
| =    | Mercedes   | 15       | 21         | 2019     |

### Doppiette
(vittoria e 2º posto)
| Pos. | Scuderia     | Doppiette |
| ---- | ------------ | --------- |
| 1    | Ferrari      | 87        |
| 2    | Mercedes     | 60        |
| 3    | McLaren      | 56        |
| 4    | Williams     | 33        |
| 5    | / Red Bull   | 31        |
| 6    | Team Lotus   | 8         |
| =    | Brabham      | 8         |
| =    | Tyrrell      | 8         |
| 9    | Cooper       | 6         |
| 10   | BRM          | 5         |
| 11   | Alfa Romeo   | 4         |
| =    | Kurtis Kraft | 4         |
| =    | Brawn        | 4         |
| 14   | Epperly      | 2         |
| =    | Watson       | 2         |
| =    | Matra        | 2         |
| =    | / Renault    | 2         |
| =    | / Benetton   | 2         |
| 19   | Maserati     | 1         |
| =    | Ligier       | 1         |
| =    | Jordan       | 1         |
| =    | BMW Sauber   | 1         |

### Doppiette consecutive
| Pos. | Scuderia | Doppiette consecutive | Sequenza                        |
| ---- | -------- | --------------------- | ------------------------------- |
| 1    | Ferrari  | 5                     | Belgio 1952-Olanda 1952         |
| =    | Ferrari  | 5                     | Ungheria 2002-Giappone 2002     |
| =    | Mercedes | 5                     | Malesia 2014-Monaco 2014        |
| =    | Mercedes | 5                     | Stati Uniti 2015-Australia 2016 |
| =    | Mercedes | 5                     | Australia 2019-Spagna 2019      |
| 6    | Mercedes | 4                     | Belgio 1955-Italia 1955         |
| =    | Williams | 4                     | Canada 1980-Brasile 1981        |
| =    | McLaren  | 4                     | Messico 1988-Francia 1988       |
| =    | Mercedes | 4                     | Giappone 2014-Brasile 2014      |
| =    | Mercedes | 4                     | Stati Uniti 2016-Abu Dhabi 2016 |
| =    | McLaren  | 4                     | Austria 2025-Ungheria 2025      |

### Doppiette in una stagione
| Pos. | Scuderia | Doppiette | Stagione |
| ---- | -------- | --------- | -------- |
| 1    | Mercedes | 12        | 2015     |
| 2    | Mercedes | 11        | 2014     |
| 3    | McLaren  | 10        | 1988     |
| 4    | Ferrari  | 9         | 2002     |
| =    | Mercedes | 9         | 2019     |
| 6    | Ferrari  | 8         | 2004     |
| =    | Mercedes | 8         | 2016     |
| 8    | McLaren  | 7         | 2025     |

### Stagioni consecutive con almeno una vittoria
| Pos. | Scuderia   | Stagioni | Sequenza  |
| ---- | ---------- | -------- | --------- |
| 1    | Ferrari    | 20       | 1994-2013 |
| 2    | McLaren    | 13       | 1981-1993 |
| 3    | Team Lotus | 11       | 1960-1970 |
| =    | Mercedes   | 11       | 2012-2022 |
| 5    | / Red Bull | 10       | 2016-2025 |
| 6    | Williams   | 9        | 1979-1987 |
| =    | Williams   | 9        | 1989-1997 |
| =    | McLaren    | 9        | 1997-2005 |

### Gran Premi disputati prima di vincere
| Pos. | Scuderia     | Gare |
| ---- | ------------ | ---- |
| 1    | Jordan       | 127  |
| 2    | / Red Bull   | 74   |
| 3    | / Shadow     | 69   |
| 4    | Racing Bulls | 49   |
| 5    | Stewart      | 47   |
| 6    | BMW Sauber   | 42   |
| 7    | Aston Martin | 37   |
| 8    | Williams     | 33   |
| 9    | Maserati     | 27   |
| 10   | / Renault    | 25   |

## Pole position

### Totali
| Pos. | Scuderia     | Pole position |
| ---- | ------------ | ------------- |
| 1    | Ferrari      | 254           |
| 2    | McLaren      | 172           |
| 3    | Mercedes     | 142           |
| 4    | Williams     | 128           |
| 5    | Team Lotus   | 107           |
| =    | / Red Bull   | 107           |
| 7    | / Renault    | 51            |
| 8    | Brabham      | 39            |
| 9    | / Benetton   | 15            |
| 10   | Tyrrell      | 14            |
| 11   | Alfa Romeo   | 12            |
| 12   | BRM          | 11            |
| =    | Cooper       | 11            |
| 14   | Maserati     | 10            |
| 15   | Ligier       | 9             |
| 16   | Vanwall      | 7             |
| 17   | Kurtis Kraft | 6             |
| 18   | March        | 5             |
| =    | Brawn        | 5             |
| 20   | Matra        | 4             |
| 21   | / Shadow     | 3             |

| Pos. | Scuderia      | Pole position |
| ---- | ------------- | ------------- |
| =    | Toyota        | 3             |
| 23   | Jordan        | 2             |
| =    | Honda         | 2             |
| =    | Watson        | 2             |
| =    | BAR           | 2             |
| =    | Lancia        | 2             |
| 28   | Porsche       | 1             |
| =    | Ewing         | 1             |
| =    | Stewart       | 1             |
| =    | Stevens       | 1             |
| =    | Lesovsky      | 1             |
| =    | Lola          | 1             |
| =    | Wolf          | 1             |
| =    | Toleman       | 1             |
| =    | Arrows        | 1             |
| =    | BMW Sauber    | 1             |
| =    | Racing Bulls  | 1             |
| =    | / Force India | 1             |
| =    | Aston Martin  | 1             |
| =    | Haas          | 1             |

### Doppiette in qualifica
(pole e 2º posto)
| Pos. | Scuderia     | Doppiette |
| ---- | ------------ | --------- |
| 1    | Ferrari      | 83        |
| =    | Mercedes     | 83        |
| 3    | McLaren      | 69        |
| 4    | Williams     | 62        |
| 5    | / Red Bull   | 28        |
| 6    | / Renault    | 22        |
| 7    | Team Lotus   | 14        |
| 8    | Alfa Romeo   | 9         |
| 9    | Brabham      | 6         |
| 10   | Ligier       | 5         |
| =    | Kurtis Kraft | 5         |
| 12   | Vanwall      | 3         |
| =    | Cooper       | 3         |
| 14   | Maserati     | 2         |
| =    | March        | 2         |
| 16   | / Benetton   | 1         |
| =    | Tyrrell      | 1         |
| =    | Watson       | 1         |
| =    | Brawn        | 1         |
| =    | Toyota       | 1         |

### Pole position consecutive
| Pos. | Scuderia   | Pole position | Sequenza                           |
| ---- | ---------- | ------------- | ---------------------------------- |
| 1    | Williams   | 24            | Francia 1992-Giappone 1993         |
| 2    | Mercedes   | 23            | Gran Bretagna 2014-Italia 2015     |
| 3    | Mercedes   | 18            | Canada 2016-Bahrein 2017           |
| 4    | McLaren    | 17            | Germania 1988-Germania 1989        |
| 5    | / Red Bull | 16            | Abu Dhabi 2010-Giappone 2011       |
| 6    | Mercedes   | 14            | Abu Dhabi 2019-Emilia Romagna 2020 |
| 7    | McLaren    | 12            | Belgio 1989-Messico 1990           |
| 8    | Mercedes   | 11            | Giappone 2015-Spagna 2016          |
| 9    | Team Lotus | 10            | Olanda 1967-Sudafrica 1968         |
| =    | Williams   | 10            | Belgio 1996-Spagna 1997            |

### Pole position in una stagione
| Pos. | Scuderia   | Pole position | Gran Premi | Stagione |
| ---- | ---------- | ------------- | ---------- | -------- |
| 1    | Mercedes   | 20            | 21         | 2016     |
| 2    | / Red Bull | 18            | 19         | 2011     |
| =    | Mercedes   | 18            | 19         | 2014     |
| =    | Mercedes   | 18            | 19         | 2015     |
| 5    | McLaren    | 15            | 16         | 1988     |
| =    | McLaren    | 15            | 16         | 1989     |
| =    | Williams   | 15            | 16         | 1992     |
| =    | Williams   | 15            | 16         | 1993     |
| =    | / Red Bull | 15            | 19         | 2010     |
| =    | Mercedes   | 15            | 20         | 2017     |
| =    | Mercedes   | 15            | 17         | 2020     |

### Stagioni consecutive con almeno una Pole position
| Pos. | Scuderia   | Stagioni | Sequenza  |
| ---- | ---------- | -------- | --------- |
| 1    | Ferrari    | 15       | 1994-2008 |
| 2    | Mercedes   | 14       | 2012-2025 |
| 3    | Team Lotus | 11       | 1960-1970 |
| 4    | McLaren    | 10       | 2003-2012 |
| 5    | Williams   | 9        | 1989-1997 |
| 6    | / Red Bull | 8        | 2018-2025 |

### Gran Premi disputati prima di realizzare una Pole position
| Pos. | Scuderia     | Gare |
| ---- | ------------ | ---- |
| 1    | Haas         | 143  |
| 2    | BAR          | 87   |
| 3    | / Red Bull   | 74   |
| 4    | McLaren      | 67   |
| 5    | Toyota       | 59   |
| =    | Jordan       | 59   |
| 7    | Toleman      | 50   |
| 8    | Racing Bulls | 49   |
| 9    | Arrows       | 45   |
| 10   | Stewart      | 40   |

## Giri veloci

### Totali
| Pos. | Scuderia      | Giri veloci |
| ---- | ------------- | ----------- |
| 1    | Ferrari       | 263         |
| 2    | McLaren       | 181         |
| 3    | Williams      | 133         |
| 4    | Mercedes      | 113         |
| 5    | / Red Bull    | 100         |
| 6    | Team Lotus    | 71          |
| 7    | Brabham       | 41          |
| 8    | / Benetton    | 36          |
| 9    | / Renault     | 34          |
| 10   | Tyrrell       | 20          |
| 11   | Maserati      | 15          |
| =    | BRM           | 15          |
| 13   | Cooper        | 14          |
| =    | Alfa Romeo    | 14          |
| 15   | Matra         | 12          |
| 16   | Ligier        | 9           |
| 17   | March         | 7           |
| =    | Kurtis Kraft  | 7           |
| 19   | Vanwall       | 6           |
| 20   | / Force India | 5           |
| =    | Lotus F1 Team | 5           |
| =    | Sauber        | 5           |
| 23   | Brawn         | 4           |

| Pos. | Scuderia     | Giri veloci |
| ---- | ------------ | ----------- |
| =    | Racing Bulls | 4           |
| 25   | Surtees      | 3           |
| =    | Toyota       | 3           |
| =    | Aston Martin | 3           |
| =    | Haas         | 3           |
| 29   | Jordan       | 2           |
| =    | Honda        | 2           |
| =    | / Shadow     | 2           |
| =    | Wolf         | 2           |
| =    | Toleman      | 2           |
| =    | Eagle        | 2           |
| =    | Epperly      | 2           |
| =    | BMW Sauber   | 2           |
| 37   | Lancia       | 1           |
| =    | Parnelli     | 1           |
| =    | Hesketh      | 1           |
| =    | Watson       | 1           |
| =    | Lesovsky     | 1           |
| =    | Ensign       | 1           |
| =    | Arrows       | 1           |
| =    | Gordini      | 1           |
| =    | Kojima       | 1           |

### Giri veloci consecutivi
| Pos. | Scuderia   | Giri veloci | Sequenza                         |
| ---- | ---------- | ----------- | -------------------------------- |
| 1    | Ferrari    | 9           | Bahrein 2004-Gran Bretagna 2004  |
| 2    | Ferrari    | 8           | Germania 1970-Spagna 1971        |
| 3    | Ferrari    | 7           | Belgio 1952-Argentina 1953       |
| =    | Mercedes   | 7           | Gran Bretagna 2014-Giappone 2014 |
| 5    | Alfa Romeo | 6           | Belgio 1951-Spagna 1951          |
| =    | McLaren    | 6           | San Marino 1988-Francia 1988     |
| =    | Williams   | 6           | Ungheria 1993-Australia 1993     |
| =    | McLaren    | 6           | Francia 1999-Belgio 1999         |
| =    | Ferrari    | 6           | Germania 2002-Giappone 2002      |
| =    | McLaren    | 6           | Francia 2005-Italia 2005         |
| =    | Ferrari    | 6           | Stati Uniti 2007-Turchia 2007    |
| =    | Ferrari    | 6           | Spagna 2008-Gran Bretagna 2008   |
| =    | Ferrari    | 6           | Ungheria 2008-Giappone 2008      |

### Giri veloci in una stagione
| Pos. | Scuderia   | Giri veloci | Stagione |
| ---- | ---------- | ----------- | -------- |
| 1    | Ferrari    | 14          | 2004     |
| 2    | Ferrari    | 13          | 2008     |
| =    | Mercedes   | 13          | 2015     |
| 4    | McLaren    | 12          | 2000     |
| =    | Ferrari    | 12          | 2002     |
| =    | McLaren    | 12          | 2005     |
| =    | Ferrari    | 12          | 2007     |
| =    | / Red Bull | 12          | 2013     |
| =    | Mercedes   | 12          | 2014     |

### Stagioni consecutive con almeno un Giro veloce
| Pos. | Scuderia   | Stagioni | Sequenza  |
| ---- | ---------- | -------- | --------- |
| 1    | Ferrari    | 17       | 1995-2011 |
| =    | / Red Bull | 17       | 2009-2025 |
| 3    | Mercedes   | 14       | 2012-2025 |
| 4    | McLaren    | 13       | 1981-1993 |
| =    | Williams   | 13       | 1985-1997 |
| 6    | McLaren    | 12       | 1997-2008 |
| 7    | / Benetton | 9        | 1990-1998 |
| 8    | McLaren    | 8        | 1970-1977 |
| =    | Brabham    | 8        | 1977-1984 |

### Gran Premi disputati prima di realizzare un Giro veloce
| Pos. | Scuderia     | Gare |
| ---- | ------------ | ---- |
| 1    | Sauber       | 256  |
| 2    | Racing Bulls | 190  |
| 3    | Aston Martin | 95   |
| 4    | / Red Bull   | 79   |
| =    | Ensign       | 79   |
| 6    | Toyota       | 66   |
| 7    | Haas         | 56   |
| 8    | BMW Sauber   | 37   |
| 9    | McLaren      | 34   |
| 10   | Cooper       | 32   |

## Podi

### Totali
| Pos. | Scuderia      | Podi |
| ---- | ------------- | ---- |
| 1    | Ferrari       | 834  |
| 2    | McLaren       | 548  |
| 3    | Williams      | 312  |
| 4    | Mercedes      | 305  |
| 5    | / Red Bull    | 287  |
| 6    | Team Lotus    | 172  |
| 7    | Brabham       | 124  |
| 8    | / Renault     | 109  |
| 9    | / Benetton    | 102  |
| 10   | Tyrrell       | 77   |
| 11   | BRM           | 61   |
| 12   | Cooper        | 58   |
| 13   | Ligier        | 50   |
| 14   | Maserati      | 37   |
| 15   | Alfa Romeo    | 26   |
| 16   | Lotus F1 Team | 25   |
| 17   | Matra         | 21   |
| =    | March         | 21   |
| 19   | Jordan        | 19   |
| 20   | BMW Sauber    | 17   |
| 21   | Kurtis Kraft  | 16   |
| 22   | BAR           | 15   |
| =    | Brawn         | 15   |
| 24   | Vanwall       | 13   |
| =    | Wolf          | 13   |
| =    | Toyota        | 13   |
| =    | Aston Martin  | 13   |
| 28   | Sauber        | 11   |
| 29   | Honda         | 9    |
| 30   | Arrows        | 8    |

| Pos. | Scuderia       | Podi |
| ---- | -------------- | ---- |
| 31   | Hesketh        | 7    |
| =    | / Shadow       | 7    |
| 33   | / Force India  | 6    |
| 34   | Watson         | 5    |
| =    | Epperly        | 5    |
| =    | Porsche        | 5    |
| =    | Stewart        | 5    |
| =    | Racing Bulls   | 5    |
| 39   | Kuzma          | 3    |
| =    | Penske         | 3    |
| =    | Fittipaldi     | 3    |
| =    | Toleman        | 3    |
| =    | Lola           | 3    |
| =    | Prost          | 3    |
| 45   | Deidt          | 2    |
| =    | Talbot-Lago    | 2    |
| =    | Gordini        | 2    |
| =    | Eagle          | 2    |
| =    | Surtees        | 2    |
| =    | Dallara        | 2    |
| =    | Jaguar         | 2    |
| 52   | Lancia         | 1    |
| =    | Phillips       | 1    |
| =    | Connaught      | 1    |
| =    | Onyx           | 1    |
| =    | Lesovsky       | 1    |
| =    | Frank Williams | 1    |
| =    | Leyton House   | 1    |
| =    | Footwork       | 1    |

### Gare a podio consecutive
| Pos. | Scuderia   | Gare | Sequenza                                   |
| ---- | ---------- | ---- | ------------------------------------------ |
| 1    | Ferrari    | 53   | Malesia 1999-Giappone 2002                 |
| 2    | Mercedes   | 28   | Australia 2014-Gran Bretagna 2015          |
| 3    | Ferrari    | 22   | Italia 2003-Australia 2005                 |
| =    | Mercedes   | 22   | Canada 2017-Francia 2018                   |
| 5    | Mercedes   | 21   | Monaco 2016-Spagna 2017                    |
| 6    | McLaren    | 19   | Australia 2007-Malesia 2008                |
| =    | / Red Bull | 19   | Brasile 2010-India 2011                    |
| =    | / Red Bull | 19   | Arabia Saudita 2022-Città del Messico 2022 |

### Podi in una stagione
| Pos. | Scuderia   | Podi | Stagione |
| ---- | ---------- | ---- | -------- |
| 1    | Mercedes   | 33   | 2016     |
| 2    | Mercedes   | 32   | 2015     |
| =    | Mercedes   | 32   | 2019     |
| 4    | Mercedes   | 31   | 2014     |
| 5    | / Red Bull | 30   | 2023     |
| 6    | Ferrari    | 29   | 2004     |
| 7    | Mercedes   | 28   | 2021     |
| =    | / Red Bull | 28   | 2022     |
| 9    | Ferrari    | 27   | 2002     |
| =    | / Red Bull | 27   | 2011     |

### Stagioni consecutive con almeno un podio
| Pos. | Scuderia   | Stagioni | Sequenza  |
| ---- | ---------- | -------- | --------- |
| 1    | Ferrari    | 45       | 1981-2025 |
| 2    | McLaren    | 32       | 1981-2012 |
| 3    | Team Lotus | 29       | 1960-1988 |
| 4    | Williams   | 28       | 1978-2005 |
| 5    | Ferrari    | 23       | 1950-1972 |
| 6    | / Red Bull | 20       | 2006-2025 |
| 7    | / Benetton | 16       | 1986-2001 |
| 8    | BRM        | 15       | 1958-1972 |
| 9    | Mercedes   | 14       | 2012-2025 |

### Gran Premi disputati prima di conquistare un podio
| Pos. | Scuderia      | Gare |
| ---- | ------------- | ---- |
| 1    | Footwork      | 75   |
| 2    | Toyota        | 53   |
| 3    | Jordan        | 50   |
| 4    | Racing Bulls  | 49   |
| 5    | Sauber        | 43   |
| 6    | Fittipaldi    | 42   |
| 7    | BAR           | 38   |
| 8    | Toleman       | 34   |
| 9    | / Force India | 30   |
| 10   | Aston Martin  | 29   |

### Gran Premi disputati senza conquistare nessun podio
| Pos. | Scuderia   | Gare | Miglior piazzamento |
| ---- | ---------- | ---- | ------------------- |
| 1    | Minardi    | 340  | 4º (3 volte)        |
| 2    | Haas       | 204  | 4º (1 volta)        |
| 3    | Osella     | 132  | 4º (1 volta)        |
| 4    | Ensign     | 99   | 4º (1 volta)        |
| 5    | Caterham   | 94   | 11º (2 volte)       |
| 6    | ATS        | 89   | 5º (3 volte)        |
| 7    | / Marussia | 73   | 9º (1 volta)        |
| 8    | HRT        | 56   | 13º (1 volta)       |
| 9    | Zakspeed   | 53   | 5º (1 volta)        |
| 10   | AGS        | 47   | 6º (2 volte)        |

### Record di podi senza vittorie
| Pos. | Scuderia      | Podi |
| ---- | ------------- | ---- |
| 1    | BAR           | 15   |
| 2    | Toyota        | 13   |
| 3    | Sauber        | 11   |
| 4    | Arrows        | 8    |
| 5    | / Force India | 6    |
| 6    | Toleman       | 3    |
| =    | Lola          | 3    |
| =    | Prost         | 3    |

## Punti

### Totali
| Pos. | Scuderia      | Punti mondiali |
| ---- | ------------- | -------------- |
| 1    | Ferrari       | 10 584         |
| 2    | / Red Bull    | 8 031          |
| 3    | Mercedes      | 7 926,5        |
| 4    | McLaren       | 7 516,5        |
| 5    | Williams      | 3 701          |
| 6    | / Renault     | 2 310          |
| 7    | Team Lotus    | 1 368          |
| 8    | / Force India | 1 039          |
| 9    | Racing Bulls  | 900            |
| 10   | Brabham       | 864            |
| 11   | / Benetton    | 851,5          |
| 12   | Aston Martin  | 826            |
| 13   | Sauber        | 761            |
| 14   | Lotus F1 Team | 706            |
| 15   | Tyrrell       | 621            |
| 16   | BRM           | 433            |
| 17   | Ligier        | 388            |
| 18   | Cooper        | 342            |
| =    | Haas          | 342            |
| 20   | BMW Sauber    | 308            |

| Pos. | Scuderia   | Punti mondiali |
| ---- | ---------- | -------------- |
| 21   | Jordan     | 291            |
| 22   | Toyota     | 278,5          |
| 23   | BAR        | 227            |
| 24   | March      | 173,5          |
| 25   | Brawn      | 172            |
| 26   | Matra      | 163            |
| 27   | Honda      | 154            |
| 28   | Arrows     | 142            |
| 29   | Wolf       | 79             |
| 30   | / Shadow   | 67,5           |
| 31   | Vanwall    | 57             |
| 32   | Surtees    | 53             |
| 33   | Alfa Romeo | 50             |
| 34   | Jaguar     | 49             |
| 35   | Porsche    | 48             |
| =    | Hesketh    | 48             |
| 37   | Stewart    | 47             |
| 38   | Fittipaldi | 44             |
| 39   | Lola       | 43             |
| 40   | Minardi    | 38             |

### Gran Premi a punti
| Pos. | Scuderia      | Gran Premi |
| ---- | ------------- | ---------- |
| 1    | Ferrari       | 865        |
| 2    | McLaren       | 749        |
| 3    | Williams      | 503        |
| 4    | / Red Bull    | 357        |
| 5    | / Renault     | 320        |
| 6    | Mercedes      | 305        |
| 7    | Team Lotus    | 263        |
| 8    | Sauber        | 197        |
| 9    | Racing Bulls  | 194        |
| 10   | Brabham       | 184        |
| 11   | / Benetton    | 165        |
| 12   | Tyrrell       | 157        |
| 13   | / Force India | 138        |
| 14   | Ligier        | 102        |
| =    | Aston Martin  | 102        |

### Gran Premi consecutivi a punti
| Pos. | Scuderia   | Gare | Sequenza                         |
| ---- | ---------- | ---- | -------------------------------- |
| 1    | Ferrari    | 81   | Germania 2010-Singapore 2014     |
| 2    | / Red Bull | 77   | Arabia Saudita 2022-Canada 2025  |
| 3    | McLaren    | 64   | Bahrein 2010-Monaco 2013         |
| 4    | Mercedes   | 62   | Brasile 2012-Russia 2016         |
| =    | Mercedes   | 62   | Francia 2021-Arabia Saudita 2024 |
| 6    | Ferrari    | 55   | Malesia 1999-Malesia 2003        |
| =    | Mercedes   | 55   | Gran Bretagna 2018-Monaco 2021   |
| 8    | McLaren    | 52   | Austria 2023-Ungheria 2025       |

### Punti in una stagione
| Pos. | Scuderia   | Punti | Stagione | Piazzamento |
| ---- | ---------- | ----- | -------- | ----------- |
| 1    | / Red Bull | 860   | 2023     | 1º          |
| 2    | Mercedes   | 765   | 2016     | 1º          |
| 3    | / Red Bull | 759   | 2022     | 1º          |
| 4    | Mercedes   | 739   | 2019     | 1º          |
| 5    | Mercedes   | 703   | 2015     | 1º          |
| 6    | Mercedes   | 701   | 2014     | 1º          |
| 7    | Mercedes   | 668   | 2017     | 1º          |
| 8    | McLaren    | 666   | 2024     | 1º          |
| 9    | Mercedes   | 655   | 2018     | 1º          |
| 10   | Ferrari    | 652   | 2024     | 2º          |

### Stagioni consecutive con almeno un punto
| Pos. | Scuderia     | Stagioni | Sequenza  |
| ---- | ------------ | -------- | --------- |
| 1    | Ferrari      | 68       | 1958-2025 |
| 2    | Williams     | 42       | 1978-2019 |
| 3    | McLaren      | 41       | 1966-2006 |
| 4    | Team Lotus   | 36       | 1958-1993 |
| 5    | Brabham      | 26       | 1962-1987 |
| 6    | / Red Bull   | 21       | 2005-2025 |
| 7    | Racing Bulls | 20       | 2006-2025 |
| 8    | McLaren      | 18       | 2008-2025 |
| 9    | BRM          | 17       | 1958-1974 |
| 10   | / Benetton   | 16       | 1986-2001 |

## Leader di gara

### Giri percorsi in testa
| Pos. | Scuderia   | Giri in testa |
| ---- | ---------- | ------------- |
| 1    | Ferrari    | 16 052        |
| 2    | McLaren    | 11 642        |
| 3    | Williams   | 7 585         |
| 4    | Mercedes   | 7 387         |
| 5    | / Red Bull | 7 235         |
| 6    | Team Lotus | 5 499         |
| 7    | Brabham    | 2 719         |
| 8    | / Renault  | 2 597         |
| 9    | / Benetton | 1 544         |
| 10   | Tyrrell    | 1 493         |

### Chilometri percorsi in testa
| Pos. | Scuderia   | Chilometri in testa |
| ---- | ---------- | ------------------- |
| 1    | Ferrari    | 83 172              |
| 2    | McLaren    | 55 836              |
| 3    | Mercedes   | 38 610              |
| 4    | / Red Bull | 36 194              |
| 5    | Williams   | 35 246              |
| 6    | Team Lotus | 26 178              |
| 7    | Brabham    | 13 224              |
| 8    | / Renault  | 12 516              |
| 9    | / Benetton | 7 338               |
| 10   | Tyrrell    | 6 737               |

### Gran Premi con almeno un giro in testa
| Pos. | Scuderia   | Gare in testa |
| ---- | ---------- | ------------- |
| 1    | Ferrari    | 509           |
| 2    | McLaren    | 359           |
| 3    | Williams   | 226           |
| 4    | / Red Bull | 196           |
| 5    | Mercedes   | 188           |
| 6    | Team Lotus | 148           |
| 7    | / Renault  | 92            |
| 8    | Brabham    | 91            |
| 9    | / Benetton | 55            |
| 10   | BRM        | 40            |

### Gran Premi consecutivi con almeno un giro in testa
| Pos. | Scuderia   | Gare in testa | Sequenza                          |
| ---- | ---------- | ------------- | --------------------------------- |
| 1    | Mercedes   | 39            | Brasile 2018-Sakhir 2020          |
| 2    | Williams   | 31            | Francia 1995-San Marino 1997      |
| 3    | McLaren    | 28            | Brasile 1988-Italia 1989          |
| =    | Mercedes   | 28            | Australia 2014-Gran Bretagna 2015 |
| 5    | Williams   | 26            | Belgio 1986-Messico 1987          |
| =    | Williams   | 26            | Francia 1992-Brasile 1994         |
| 7    | / Red Bull | 24            | Giappone 2010-Australia 2012      |
| 8    | Ferrari    | 22            | Italia 2003-Australia 2005        |
| 9    | Mercedes   | 21            | Monaco 2016-Spagna 2017           |
| 10   | Ferrari    | 18            | Canada 2002-Canada 2003           |

### Gran Premi con almeno un giro in testa in una stagione
| Pos. | Scuderia   | Stagione | Gare in testa | Gran Premi |
| ---- | ---------- | -------- | ------------- | ---------- |
| 1    | Mercedes   | 2019     | 21            | 21         |
| =    | / Red Bull | 2023     | 21            | 22         |
| 3    | Mercedes   | 2016     | 20            | 21         |
| 4    | / Red Bull | 2011     | 19            | 19         |
| =    | Mercedes   | 2014     | 19            | 19         |
| =    | / Red Bull | 2022     | 19            | 22         |
| 7    | Ferrari    | 2004     | 18            | 18         |
| =    | / Red Bull | 2013     | 18            | 19         |
| =    | / Red Bull | 2021     | 18            | 22         |

### Gran Premi disputati prima di percorrere un giro in testa
| Pos. | Scuderia      | Gare |
| ---- | ------------- | ---- |
| 1    | Sauber        | 178  |
| 2    | BAR           | 82   |
| 3    | Minardi       | 73   |
| 4    | Jaguar        | 66   |
| 5    | Jordan        | 61   |
| 6    | Williams      | 47   |
| 7    | Stewart       | 35   |
| =    | Aston Martin  | 35   |
| 9    | Racing Bulls  | 33   |
| 10   | / Force India | 30   |